# 질투는 나의 힘
《질투는 나의 힘》은 박찬옥 감독의 영화이다.

## 캐스팅
- 박해일 : 이원상 역
- 문성근 : 한윤식 역
- 배종옥 : 박성연/노내경 역
- 서영희 : 안혜옥 역
- 임미현 : 노내경 역 (목소리)
- 최진영 : 권정운 역
- 오유경 : 여기자 역
- 남일우 : 한윤식 장인 역
- 이진숙 : 윤정혜 역
- 김꽃비 : 한미림 역
- 공호석 : 안혜옥 부친 역
- 손정환 : 안병일 역
- 조영혜 : 김희수 역
- 최정화 : 여직원 - 편집 역
- 신승리 : 여직원 - 회계 역
- 정석규 : 남직원 - 영업 역
- 민복기 : 김재복 역
- 성노진 : 후배 경찰 역
- 홍재범 : 박성진 역
- 채희재 : 교감 선생님 역
- 이성찬 : 국기봉 아저씨 역
- 전헌태 : CEO 역
- 권상희 : 도서관 여직원 역
- 박경은 : 김재복 처 역
- 채연 : 김희수 딸 역
- 주효만 : 소주집 주인 역
- 지춘성 : 에스페로 남자 역
- 김태우 : 복덕방 아저씨 역
- 이지연 : 교무실 김양 역
- 이수빈 : 김재복 큰 딸 역
- 한상이 : 김재복 작은 딸 역
- 유금화 : 지하철 행상 역
- 김재흠 : 오뎅집 남편 역
- 최은승 : 오뎅집 부인 역
- 지승학 : 경비원 아저씨 역
- 문정치 : 경비원 아저씨 역
- 정혜경: 룸싸롱 여자 역
- 김수진 : 라디오 DJ 역 (목소리)

## 수상
- 2002년 제7회 부산국제영화제
  - 뉴 커런츠상 - 박찬옥
- 2003년 제32회 로테르담 국제 영화제
  - 타이거상 - 박찬옥
- 2003년 제4회 부산영화평론가협회상
  - 신이남우상 - 박해일
- 2003년 제11회 춘사영화상
  - 신인남우상 - 박해일
- 2003년 제24회 청룡영화상
  - 각본상 - 박찬옥
- 2003년 제2회 대한민국 영화대상
  - 신인남우상 - 박해일

## 후보
- 2003년 제5회 서울국제영화제
  - 새로운 물결 - 박찬옥
- 2003년 제3회 광주국제영화제
  - 상영작 - 박찬옥
- 2003년 제24회 청룡영화상
  - 신인남우상 - 박해일
- 2003년 제2회 뉴욕 한국 영화제
  - 상영작 - 박찬옥
- 2008년 제3회 서울 아트시네마 영화제
  - 상영작 - 박찬옥
- 2013년 제1회 서울시민영화제
  - 서울, 특별시민 - 박찬옥
- 2018년 제13회 런던한국영화제
  - 특별상영 - 박찬옥